# هدی نقاش
هدی نقاش (عربی: هدى نقاش؛ زادهٔ) مدل عرب اسرائیلی است. او اولین مدل عرب بود که با بیکینی روی جلد یک مجلهٔ عربی ظاهر شد. او همچنین نمایندهٔ اسرائیل در جشنواره زیبایی دوشیزه زمین در دسامبر ۲۰۱۱ در فیلیپین بود.
نقاش ۱۸۰ سانتی‌متر قد دارد و در حیفا در شمال اسرائیل و در یک خانواده عرب مسیحی زاده شده‌است.